# Koen de Winter
Pour les articles homonymes, voir de Winter.
 (mars 2024).
La mise en forme du texte ne suit pas les recommandations de Wikipédia : il faut le « wikifier ».
Les points d'amélioration suivants sont les cas les plus fréquents :
- Les titres sont pré-formatés par le logiciel. Ils ne sont ni en capitales, ni en gras.
- Le texte ne doit pas être écrit en capitales (les noms de famille non plus), ni en gras, ni en italique, ni en « petit »…
- Le gras n'est utilisé que pour surligner le titre de l'article dans l'introduction, une seule fois.
- L'italique est rarement utilisé : mots en langue étrangère, titres d'œuvres, noms de bateaux, etc.
- Les citations ne sont pas en italique mais en corps de texte normal. Elles sont entourées par des guillemets français : « et ».
- Les listes à puces sont à éviter, des paragraphes rédigés étant largement préférés. Les tableaux sont à réserver à la présentation de données structurées (résultats, etc.).
- Les appels de note de bas de page (petits chiffres en exposant, introduits par l'outil «  Source ») sont à placer entre la fin de phrase et le point final[comme ça].
- Les liens internes (vers d'autres articles de Wikipédia) sont à choisir avec parcimonie. Créez des liens vers des articles approfondissant le sujet. Les termes génériques sans rapport avec le sujet sont à éviter, ainsi que les répétitions de liens vers un même terme.
- Les liens externes sont à placer uniquement dans une section « Liens externes », à la fin de l'article. Ces liens sont à choisir avec parcimonie suivant les règles définies. Si un lien sert de source à l'article, son insertion dans le texte est à faire par les notes de bas de page.
- La présentation des références doit suivre les conventions bibliographiques. Il est recommandé d'utiliser les modèles {{Ouvrage}}, {{Chapitre}}, {{Article}}, {{Lien web}} et/ou {{Bibliographie}}. Le mode d'édition visuel peut mettre en forme automatiquement les références.
- Insérer une infobox (cadre d'informations à droite) n'est pas obligatoire pour parachever la mise en page.

Pour une aide détaillée, merci de consulter Aide:Wikification.
Si vous pensez que ces points ont été résolus, vous pouvez retirer ce bandeau et améliorer la mise en forme d'un autre article.
Koen de Winter, né le 28 mai 1943 à Mortsel (Anvers) en Belgique, est un céramiste, designer industriel et professeur belge et canadien (québécois).

## Biographie

### Enfance
Koen grandit en Belgique avec sa mère et son grand-père forgeron, qui lui transmirent l'importance du travail manuel et  la conviction que l'artisanat est une valeur noble.

### Formation
Koen de Winter complète sa formation en céramique en 1962 à l'École des Métiers d’Art de Maredsous en Belgique, où il reçoit une grande distinction en Technologie de la Céramique (A7A2).
En 1969, il obtient son diplôme avec grande distinction du département de design de produits de l'Akademie voor Industriële Vormgeving Eindhoven au Pays-Bas. En reconnaissance de ses réalisations considérées comme remarquables, il se voit décerner un doctorat honorifique en design de l'Université Laval à Québecen 2018.
Pendant son service militaire entre 1962 et 1964 à l'École Militaire Saffraenberg, il reçoit une formation en tant qu'infirmier/ambulancier de la Marine avant d'être affecté au Commandement Maritime à Anvers.

## Carrière

### Designer industriel
Après avoir terminé sa formation académique, la carrière de Koen de Winter débute en tant que designer et illustrateur au sein du département d'ingénierie chez Volvo AB, à Göteborg, en Suède (1970-71). Par la suite, il rejoint Mepalservice BV (plus tard Rosti-Mepal), une entreprise spécialisée dans la fabrication de produits ménagers en plastique, où il travaille dans le département de design et de développement de techniques thermoplastes et thermodurcissables en tant que designer de produits. Après la fusion des entreprises Mepal et Rosti A/S, il occupe le poste de chef du département de design et de développement technique chez Mepalservice BV, ainsi que celui de chef du département de design chez Rosti A/S à Ballerup au Danemark (1972-79).
En 1979, il est remarqué par l'entreprise montréalaise Danesco inc., qui l'invite au Québec. Il y occupe d'abord le poste de directeur de design pendant plusieurs années, puis devient vice-président du design. Parallèlement, Koen de Winter dessine plusieurs produits pour le fabricant québécois de luminaires Axis Lighting inc.
En 1990, il cofonde avec Ginette Rochon un bureau de consultants en design, Hippodesign inc. (1989-2014), et en 2004, l'Atelier Orange (2004-2009), dans le but de soutenir le développement régional de produits fonctionnels et décoratifs en porcelaine et en grès dans la région de l’Outaouais. Pendant cette période, Koen de Winter collabore également avec Demeyere à Herentals, un fabricant de casseroles haut de gamme, pour lequel il conçoit deux ensembles : Sirocco (1995) et Atlantis (2000).

### Enseignant
À partir de 1981, en parallèle à son poste de directeur chez Danesco inc., Koen de Winter commence à enseigner le design, l'ergonomie et l'histoire du design à l'École de design de l'Université du Québec à Montréal (1980-1989), où son savoir-faire technique et ses contacts au sein de l'industrie sont un atout. Après une période d'interruption consacrée à d'autres projets, de Winter reprend l'enseignement à l'École de design de l'UQAM  de 2007 à 2016, où il collabore avec le laboratoire Design et Proximité.

### Implications
Au cours de sa carrière, Koen de Winter s'implique activement auprès des étudiants ainsi que dans le domaine du design et des droits intellectuels. De 1986 à 1988, il participe à la Commission pour la révision des lois sur la protection de la propriété intellectuelle. Parallèlement, en 1986, il établit la Fondation Koen de Winter dans le but de soutenir des projets étudiants, d'organiser des expositions et de contribuer aux recherches de ses collègues. Cette fondation est rebaptisée Fonds Maud-Haviernick en 1992 en hommage à Maud Haviernick, victime de la tragédie de l'École Polytechnique en 1989.
Son engagement dans le domaine du design est remarquablement diversifié. Il est notamment membre actif du conseil d'administration de l'Association des designers industriels du Québec (ADIQ) de 1981 à 1990, assumant la présidence de 1988 à 1990. Il étend son influence à l'Association des designers industriels du Canada (ACID), où il siège au conseil d'administration de 1982 à 1984 et devient président de 1985 à 1987.
Son engagement se poursuit avec son implication au conseil d'administration de la  Société de développement des entreprises culturelles (SODEC) depuis 2010, où il œuvre pour l'intégration des différentes disciplines du design, considérant qu'elles sont mal servies par les frontières artificielles entre métiers d’art, design exploratoire, design industriel ou design d’intérieur.
Depuis 2001, il contribue activement au Projet Niagara Foot, un projet de design industriel visant à produire des prothèses abordables pour les victimes de mines antipersonnelles. Après avoir été membre émérite du conseil d’administration du Conseil des métiers d'art du Québec (CMAQ) de 2008 à 2010 , il devient président de la Fondation Keramis à Mariemont, en Belgique.

## Expositions et collections permanentes

### Collections muséales
Au cours des années 1970, en parallèle de leur succès commercial, les produits de Koen de Winter commencent à attirer l’attention des musées. Possédant une collection de plus de 400 objets dans des domaines aussi diversifiés que le meuble, la médecine et les loisirs, Koen de Winter a ainsi vu plusieurs de ses créations être acquises dans des collections permanentes dont,
- 1977 - Museum of Modern Art de New York, Collection permanente et design et architecture, New York, États-Unis.
- 1987 - Virginia Museum of Fine Arts, Collection permanente de design, Richmond, Virginia, États-Unis.
- 1989 - Royal Ontario Museum de Toronto, Collection permanente, Toronto, Ontario, Canada.
- 1990 - Kunstmuseum Den Haag, Collection Van Bakeliet tot koolstofvezel, permanente et virtuelle, La Haye, Hollande, Pays-Bas.
- 1992 - Design Museum, Gant, Belgique.
- 1995 - Musée National des beaux-arts du Québec, Collection permanente, Québec, Canada.
- 2005 - Musée d'art contemporain de Thessalonique, Collection permanente, Grèce.
- 2023 - Musée de la Céramique Keramis, La Louvière, Belgique.

### Expositions
Voici une liste non exhaustive des expositions où les créations de Koen de Winter ont été présentées :
| Année       | Titre                                                                | Institution                                                                          | Pays                             |
| ----------- | -------------------------------------------------------------------- | ------------------------------------------------------------------------------------ | -------------------------------- |
| 1986 - 1987 | The creative Spark                                                   | Royal Canadian Academy of Arts                                                       | Toronto, Canada                  |
| 1986 - 1987 | Le Design c'est aussi Québécois                                      | Plusieurs endroits au Québec                                                         | Québec, Canada                   |
| 1988        | Art in Everyday Life: Canadian Design 1967-1987                      | The Power Plant Gallery                                                              | Toronto, Canada                  |
| 1989        | Prolific Impressions                                                 | Royal Ontario Museum                                                                 | Toronto, Canada                  |
| 1991        | Danish Design                                                        | Winnipeg Art Gallery                                                                 | Winnipeg, Canada                 |
| 1995        | La dynamique des Formes, Arts Décoratifs et Design                   | Musée du Québec                                                                      | Québec, Canada                   |
| 2001        | Prolifération                                                        | Musée National des beaux-arts du Québec                                              | Québec, Canada                   |
| 2005        | Prix Henry van de Velde                                              | Galerie Vizo                                                                         | Bruxelles, Belgique              |
| 2005        | Design Vlaanderen                                                    | Centre de Design de l'UQÀM                                                           | Montréal, Québec                 |
| 2005        | On the Table                                                         | Gardiner Museum                                                                      | Toronto, Canada                  |
| 2005        | Québec en Design                                                     | Centre de Design de l'UQÀM, Musée National des beaux-arts du Québec, St Pietersabdij | Montréal, Québec/ Gand, Belgique |
| 2008        | Object Factory, the Art of Industrial Ceramics                       | Gardiner Museum                                                                      | Toronto, Canada                  |
| 2009        | Québec in design                                                     | Musée National des beaux-arts du Québec                                              | Québec, Canada                   |
| 2010        | Mepal bijvoorbeeld                                                   | Stadsmuseum Zoetermeer                                                               | Zoetermeer, Netherlands          |
| 2010-2011   | Counterspace: Design and the modern kitchen                          | Museum of Modern Art                                                                 | New York, États-Unis             |
| 2014        | « Angelo de Petta / Denise et Alain Goyer Bonneau / Koen De Winter » | Galerie de Cambridge (School of Architecture of Waterloo University)                 | Waterloo, Canada                 |
| 2016        | Gardiner Museum                                                      | Gardiner Museum                                                                      | Toronto, Canada                  |
| 2022        | Terre des hommes                                                     | Prix hommage 2022 - Salon des Métiers d'art du Québec (SMAQ)                         | Montréal, Québec                 |
| 2023-2034   | Mentors. Céramistes et enseignants en Belgique                       | Musée de la céramique Keramis                                                        | La Louvière, Belgique            |

## Prix et distinctions
Le talent et la carrière internationale ont valu à Koen de Winter plusieurs prix nationaux et internationaux. En voici une liste non exhaustive.
- 1969 - MOSA innovation Awards, Maastricht, Hollande.
- 1974 - Concours OCE-Van Der GRINTEN, s'Hertogenbosch, Hollande.
- 1978 - Packaging Innovation Contest De Gouden Noot, meilleur emballage de produit de consommation, Utrecht, Hollande.
- 1982 - Prix de distinction, Design Canada Award, Ottawa, Canada.
- 1986 - Certificat d'Excellence, GRAPHISME QUEBEC, Montréal, Canada.
- 1987 - Best of category, ANNUAL DESIGN REVIEW, ID Magazine, New York.
- 1987 - PRODUKTE DES JAHRES, Frankfurt, Allemagne.
- 1997 - Prix HABITAS, Montréal & Québec, Canada
- 1997 - Distinction, INNOVATION QUÉBEC, Ordre des Ingénieurs du Québec et Institut de Design de Montréal.
- 1997 - Certificat d’Excellence, SIDIM, Montréal, Canada.
- 1998 - Prix HABITAS, Montréal & Québec, Canada
- 1998 - Prix de Design, BEST OF CANADA, Toronto, Canada.
- 1999 - Prix de Design, BEST OF CANADA, Toronto, Canada.
- 2001 - Parmi les 5 concurrents choisis, Concours de mobilier de la Grande bibliothèque du Québec.
- 2005 - Henry Van De Velde Award, plus haute distinction en design belge, Bruxelles, Belgique[8]
- 2009 - Honoré « Bénévole de l’année » par la municipalité de Saint André Avellin pour son implication dans la communauté.
- 2012 - Medical Design Excellence Award, Gold Winner, Chicago, États-Unis.
- 2016 - Prix Hommage, 9e édition du Grands Prix du Design.
- 2022 - Prix Hommage, Conseil des métiers d'art du Québec (CMAQ)[13].

## Brevets
Depuis 1970, Koen de Winter a breveté de nombreux systèmes et produits industriels. En voici une liste non exhaustive.
- 1972 - Système d’attache pour unités de distribution de médicaments dans les hôpitaux.
- 1977 - Système de fermeture hermétique pour contenants
- 1980 - Support pour ustensiles de cuisine[14] - US4318478A
- 1984 - Cuillère et mesure à spaghetti
- 1989 - Bols à mélanger avec anneaux de support
- 1990 - Système de distribution de désodorisant
- 1993 - Système d’éclairage à l’halogène
- 1994 - Système d’ouverture hygiénique pour refroidisseur d’eau
- 1995 - Table de balcon escamotable[15] - US5595128A
- 1996 - Système d’évaporation de désodorisant
- 1998 - Distributeur à savon[16] - USD418344S
- 1998 - Emballage pour savon liquide
- 2002 - Chaise roulante pliable
- 2002 - Système d’arrosage de plantes d’intérieur[17] - USD484570S1
- 2023 - Déambulateur TAC[18]

## Publications
Les produits conçus par de Koen De Winter ont été publiés dans les livres suivant : 
1. Day, P., Lewis, L., Lewis, L., Power Plant gallery, (1988). Art in everyday life : observations on contemporary canadian design. Summerhill Press.  (ISBN 9780920197653)
2. Bucquoye, M. E. (2001). Forms from flanders : from henry van de velde to maarten van severen, 1900-2000 (G. Ball, Trans.). Ludion.  (ISBN 978-9-055-44355-0)
3. Gotlieb, R., Golden, C., Golden, C., Design Exchange (Firme). (2001). Design in canada since 1945 : fifty years from teakettles to task chairs. A.A. Knopf Canada.  (ISBN 9780676971385)
4. Choko, M. H., Bourassa, P., Baril, G. (2003). Le design au Québec : industriel, graphique, de mode. Montréal, Éditions de l'Homme  (ISBN 9782761918459)
5. Morrow, D. (2004). The avmor collection: la collection avmor : 1965-2004. Montréal. Avmor Art and Cultural Foundation.  (ISBN 978-0-968-29462-8)
6. Vranken, I. (2005). Henry van de velde prijzen 2005 : loopbaan, jong talent, bedrijf, beste product, dyson young design publiekprijs 2004. Brussel (Belgium), Design Vlaanderen.  (ISBN 978-9-074-88618-5)
7. Adamczyk, G., Choko, M. H., Roth, K., U (2006). 25 ans de design : Centre de design de l’Université du Québec à Montréal. Centre de design de l’Université du Québec à Montréal.  (ISBN 978-2-920-49601-9)
8. Crawford, G., Gotlieb, R., Shipton, R., Alfoldy, S., George R. (2007). On the table : 100 years of functional ceramics in canada. Gardiner Museum of Ceramic Art.  (ISBN 978-0-969-93869-9)
9. Bucquoye, M. & all. (2010). Interieur : design biennale. Interieur Foundation.  (ISBN 978-9-490-69305-3)
10. Cecula, M., Kopala, D., George R. (2008). Object factory : the art of industrial ceramics . May 15th-september 7th 2008. Gardiner Museum of Ceramic Art.  (ISBN 978-0-978-49990-7)
11. Bourassa, P., Castonguay, D. (2016). Arts décoratifs et design du Québec : guide de collection. Musée national des beaux-arts du Québec.  (ISBN 978-2-551-25858-1)
12. Gotlieb, R., Prokopow, M. J., George R. (2016). True nordic : how scandinavia influenced design in canada. Black Dog Publishing. Gardiner Museum of Ceramic Art, Musée du Nouveau-Brunswick, Vancouver Art Gallery.  (ISBN 978-1-910-43363-8)
13. Zegeling, M. (2020). Mepal : simply special : timeless design for every day (4Words (Meppel), Trans., J. Weernink; H. Blankers, Eds.). MarkMedia.  (ISBN 978-9-083-11065-3)